# Joeropsis integer
Joeropsis integer är en kräftdjursart som beskrevs av Brian Frederick Kensley1984. Joeropsis integer ingår i släktet Joeropsis och familjen Joeropsididae. Inga underarter finns listade i Catalogue of Life.